# Membrilla
Membrilla ist ein Ort und eine Gemeinde (municipio) mit 5.839 Einwohnern (Stand: 2024) in der spanischen Provinz Ciudad Real der Autonomen Region Kastilien-La Mancha.

## Lage
Membrilla liegt etwa 50 Kilometer östlich von Ciudad Real in einer Höhe von ca. 670 m. Durch die Gemeinde fließt der Río Azuer.

## Geschichte
Die Siedlung geht wohl auf eine griechische Handelskolonie namens Marmaria zurück. 
Membrilla wurde erstmals 1223 urkundlich als Marmelariam erwähnt. 

## Bevölkerungsentwicklung
| Jahr      | 1970 | 1981 | 1991 | 2001 | 2011 | 2021 |
| Einwohner | 6575 | 6451 | 6706 | 6624 | 6349 | 5927 |

## Sehenswürdigkeiten

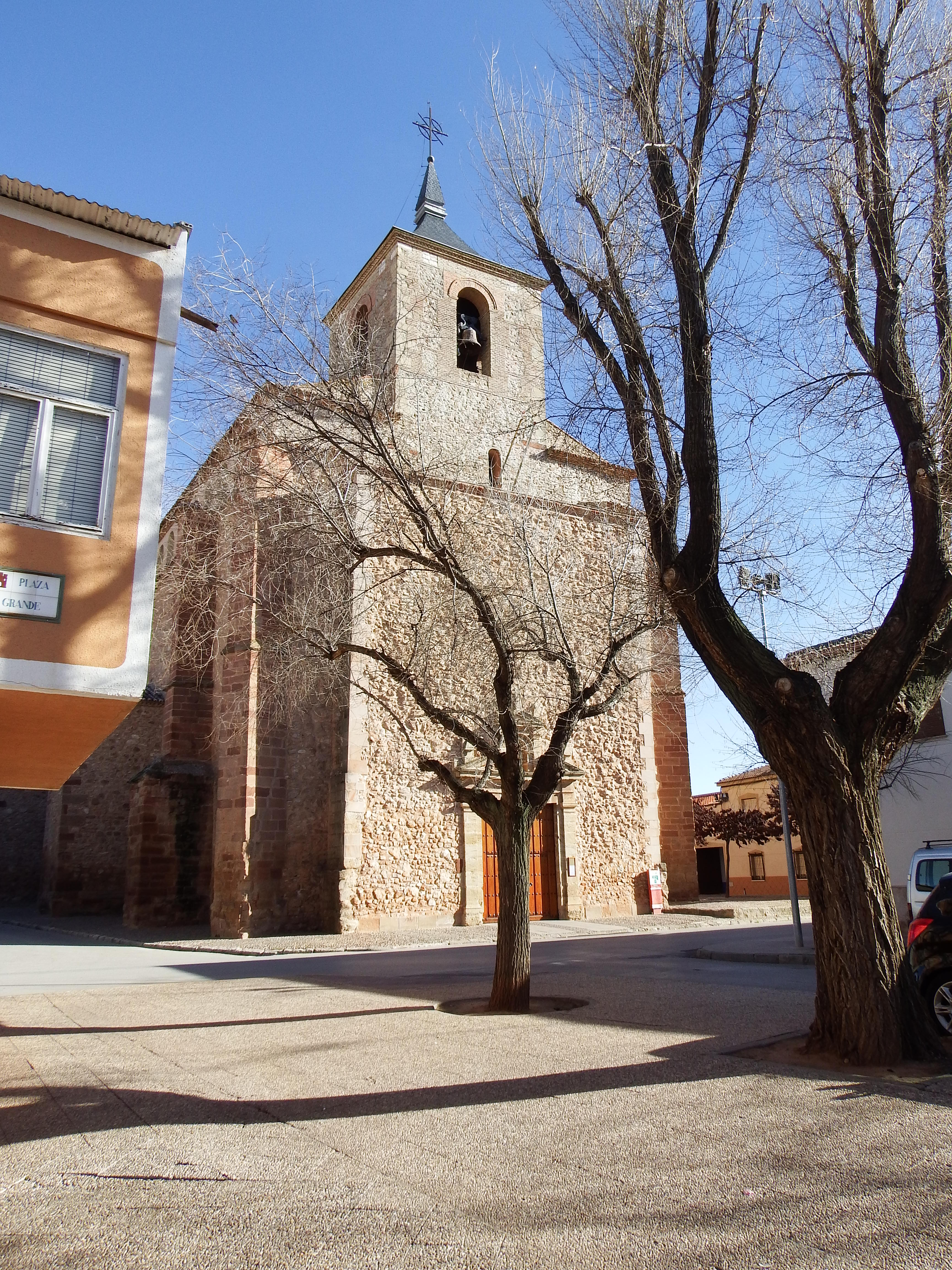
Jakobus-der-Ältere-Kirche
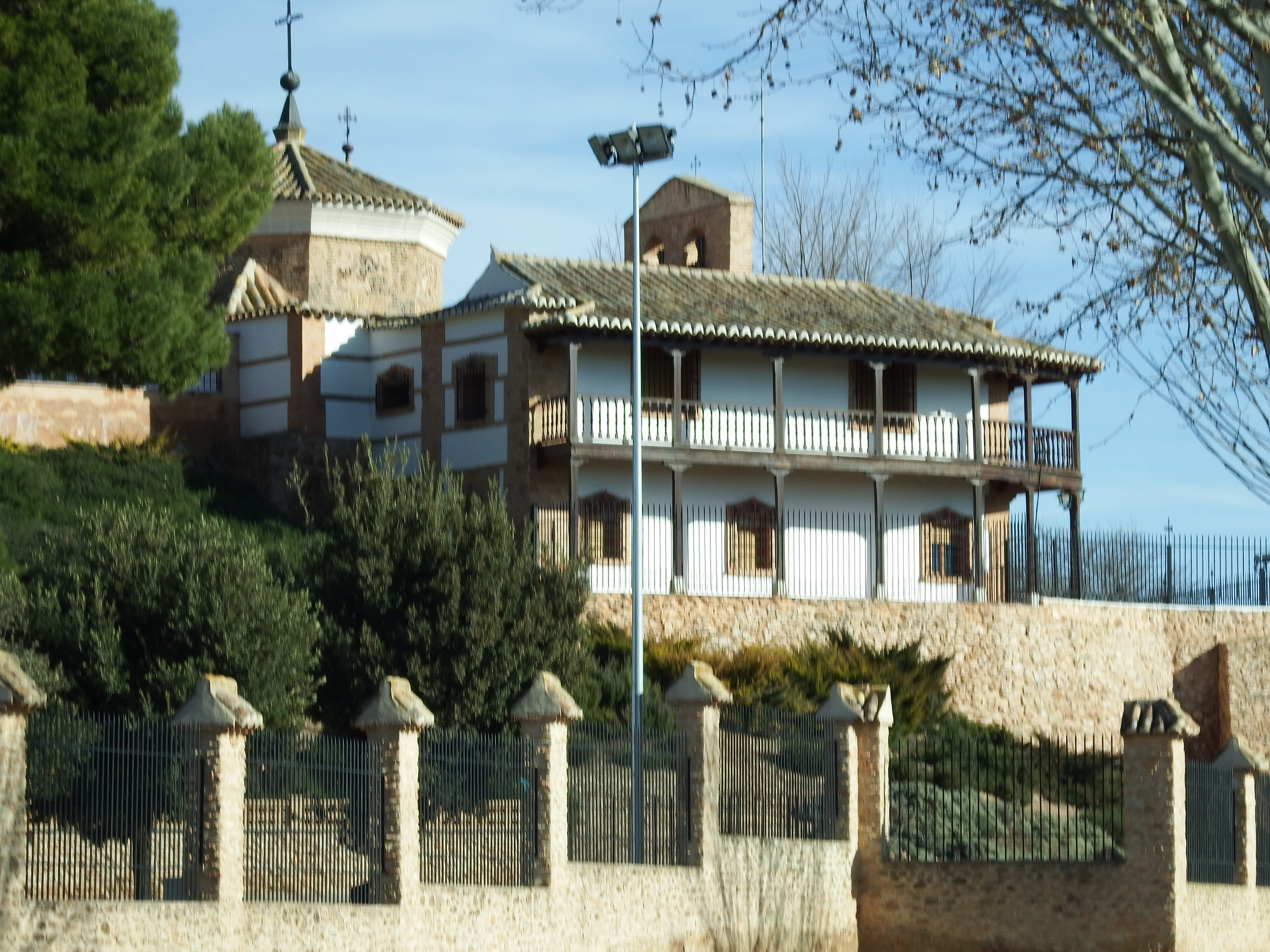
Marienkapelle
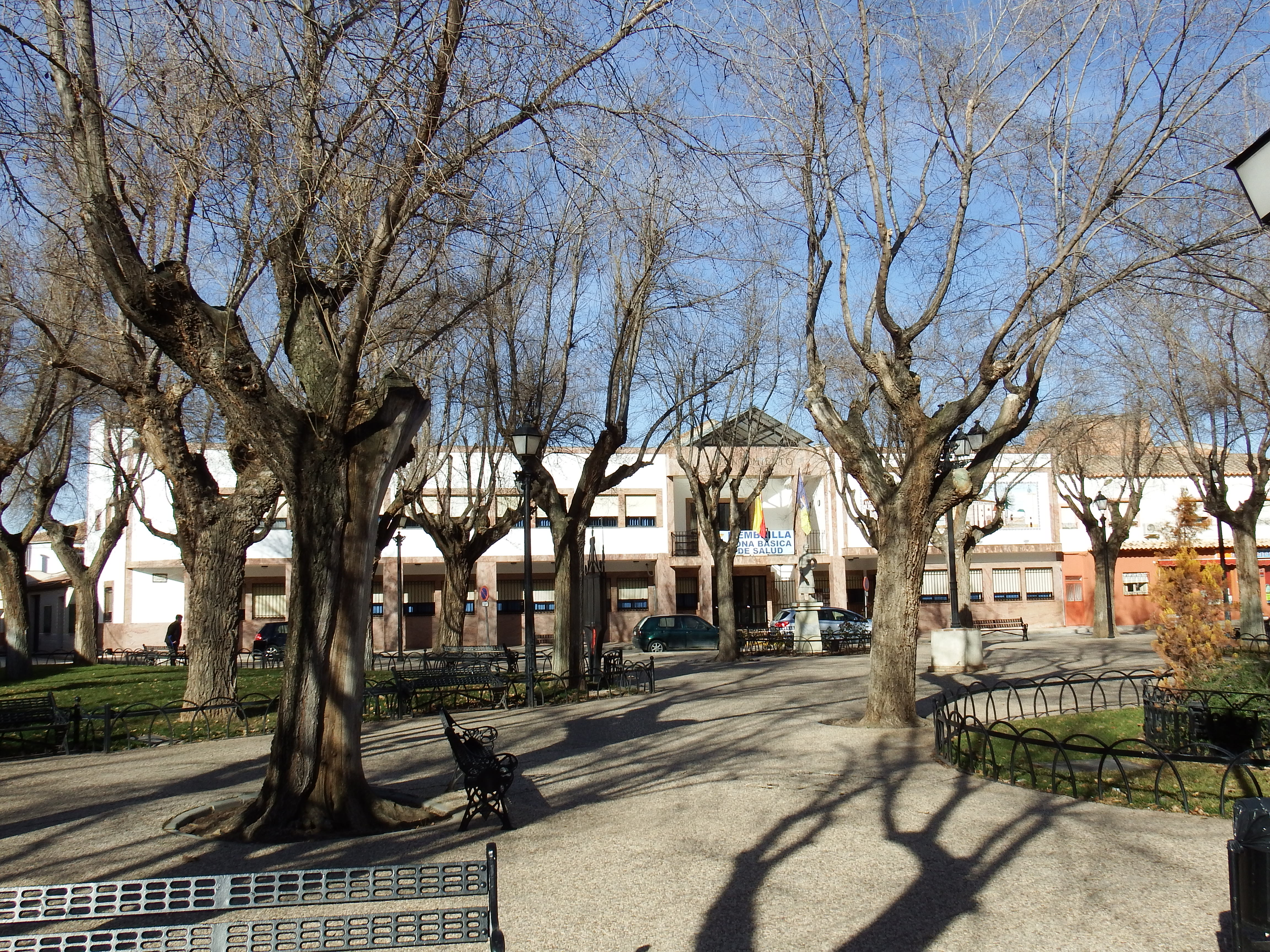
Rathaus

- Jakobus-der-Ältere-Kirche
- Marienkapelle
- Rathaus

## Persönlichkeiten
- Esperanza Elipe (* 1961), Schauspielerin
- Sergio Pardilla (* 1984), Radrennfahrer

## Gemeindepartnerschaft
Mit der französischen Gemeinde Mirebeau im Département Vienne (Neuaquitanien) besteht eine Partnerschaft.